# پیترو راوللی
پیترو راوللی  (زادهٔ ۶ فوریهٔ ۱۷۹۳ – درگذشتهٔ ۸ سپتامبر ۱۸۳۸) آهنگساز و نوازندهٔ ویلن بود و از نامدارترین و بزرگ‌ترین نوازندگان ویلن در تاریخ موسیقی کلاسیک است که قطعات مهمی برای ویلن نوشته است.

## زندگی
وی اولین تعلیمات را نزد پدربزرگ و پدرش فرا گرفت.

## موسیقی
از جمله تصنیفات مشهور وی می‌توان به ۱۲ کاپریس راوللی: اپوس ۳ و اپوس ۵ برای ویلن نام برد.